# Campo (Venecia)

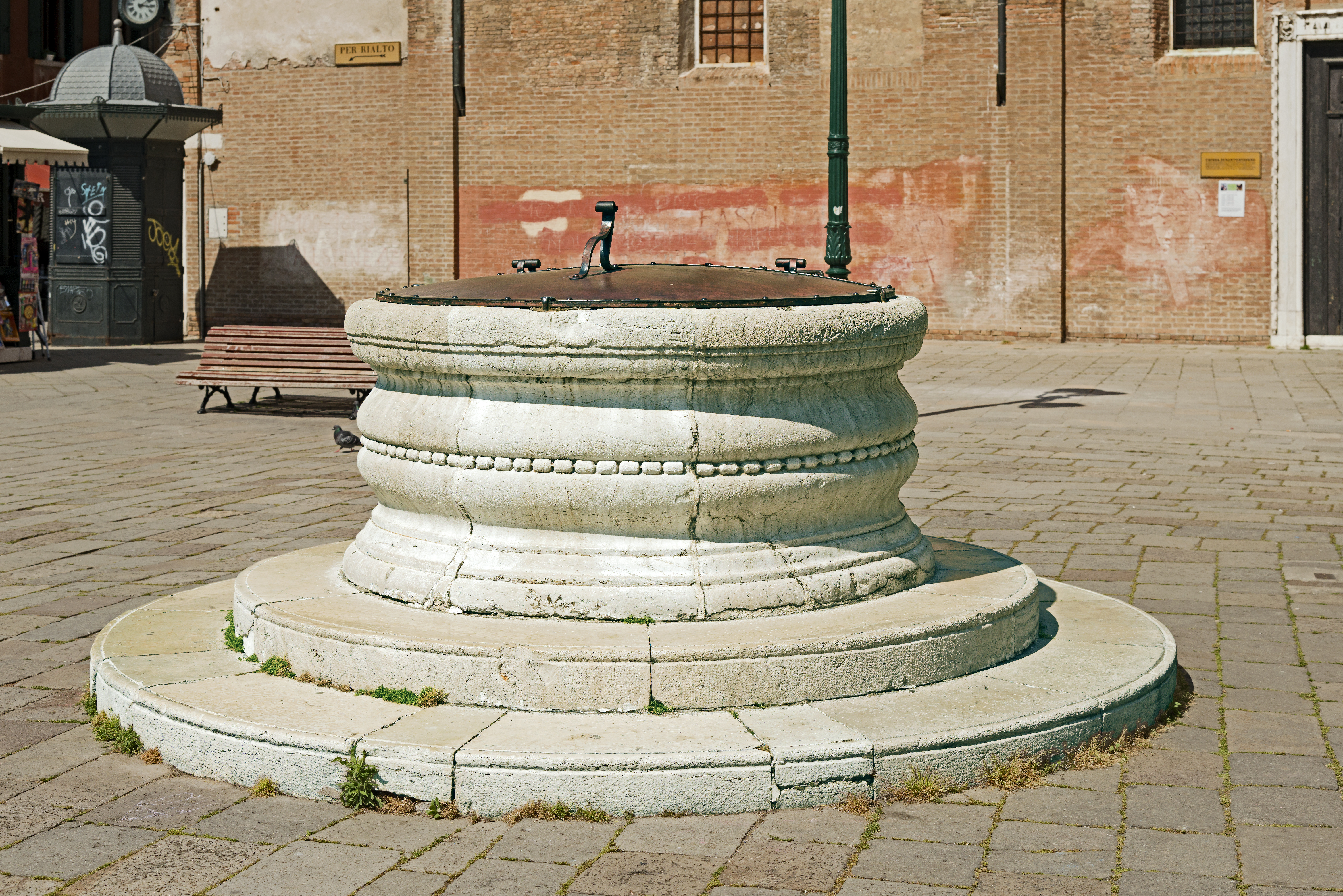
El Campo Santo Stefano con el brocal de su pozo.

En el urbanismo de Venecia, el campo es un espacio abierto rodeado por edificios. En la tradición medieval, el término campo estaba difundido por toda Italia, pero actualmente solo quedan unos pocos ejemplos (Campo de' Fiori de Roma, Piazza del Campo de Siena), ya que casi siempre ha sido sustituido por la palabra piazza ("plaza").

## Significado urbanístico
En Venecia la única plaza denominada piazza  es la Piazza San Marco: todos los otros espacios abiertos se llaman campi o campielli si se trata de espacios más pequeños rodeados por casas. Este nombre procede de que antiguamente estos espacios eran verdaderos prados para obtener pastos o terrenos cultivados como huertos, incluso en algunos casos eran utilizados como cementerios (por ejemplo, el actual Campo Sant'Angelo).
Posteriormente, los campi fueron pavimentados, primero con ladrillos dispuestos a espina de pez o a baldosas del mismo color delimitadas por recuadros de piedra de Istria; posteriormente las pavimentaciones de ladrillos desaparecieron casi en todos los campi, sustituidos con los llamados masegni, planchas de traquita de forma rectangular en la superficie, pero trapezoidal por abajo para anclarse profundamente en el terreno.

## Significado social
Venecia, ciudad policéntrica creada a partir de un grupo de islas autónomas, veía cómo se desarrollaba la vida social, comercial y religiosa alrededor del campo. Sobre los campi gravitaban las numerosas actividades cotidianas: el mercado, las tiendas artesanales, las iglesias con sus cementerios, los juegos de los niños y el abastecimiento del agua. Los campi y muchos campielli poseen, la mayoría de las veces en el centro, uno o más pozos con sus característicos brocales, que antiguamente eran las únicas fuentes de aprovisionamiento de agua de la ciudad.
Los campi más grandes, debido a su extensión, se convertían a veces en lugar de manifestaciones al aire libre, como ceremonias religiosas, corridas de toros, espectáculos circenses, procesiones, torneos o discursos de grandes predicadores. La progresiva centralización de los servicios de la ciudad empezó a debilitar la función del campo como centro de reunión, hasta el punto que se prohibieron gradualmente las ceremonias sagradas y los otros eventos espectaculares que se habían celebrado en los campi durante siglos. La llegada a Venecia del acueducto en junio de 1884 y la consiguiente clausura definitiva de los pozos supuso el fin definitivo de la función comunitaria de los campi.

## Origen de los nombres de loscampi
Muchísimos campi venecianos reciben su nombre de las iglesias o de los palacios nobiliarios situados en ellos, otros reciben su nombre de las actividades realizadas allí antiguamente (por ejemplo, el Campo della Lana de Santa Croce) o, más recientemente, de personajes históricos (por ejemplo, el Campo Manin o el Campo Bandiera e Moro).
Entre los campos más destacables por sus dimensiones, su importancia social o su urbanismo están:

### Cannaregio

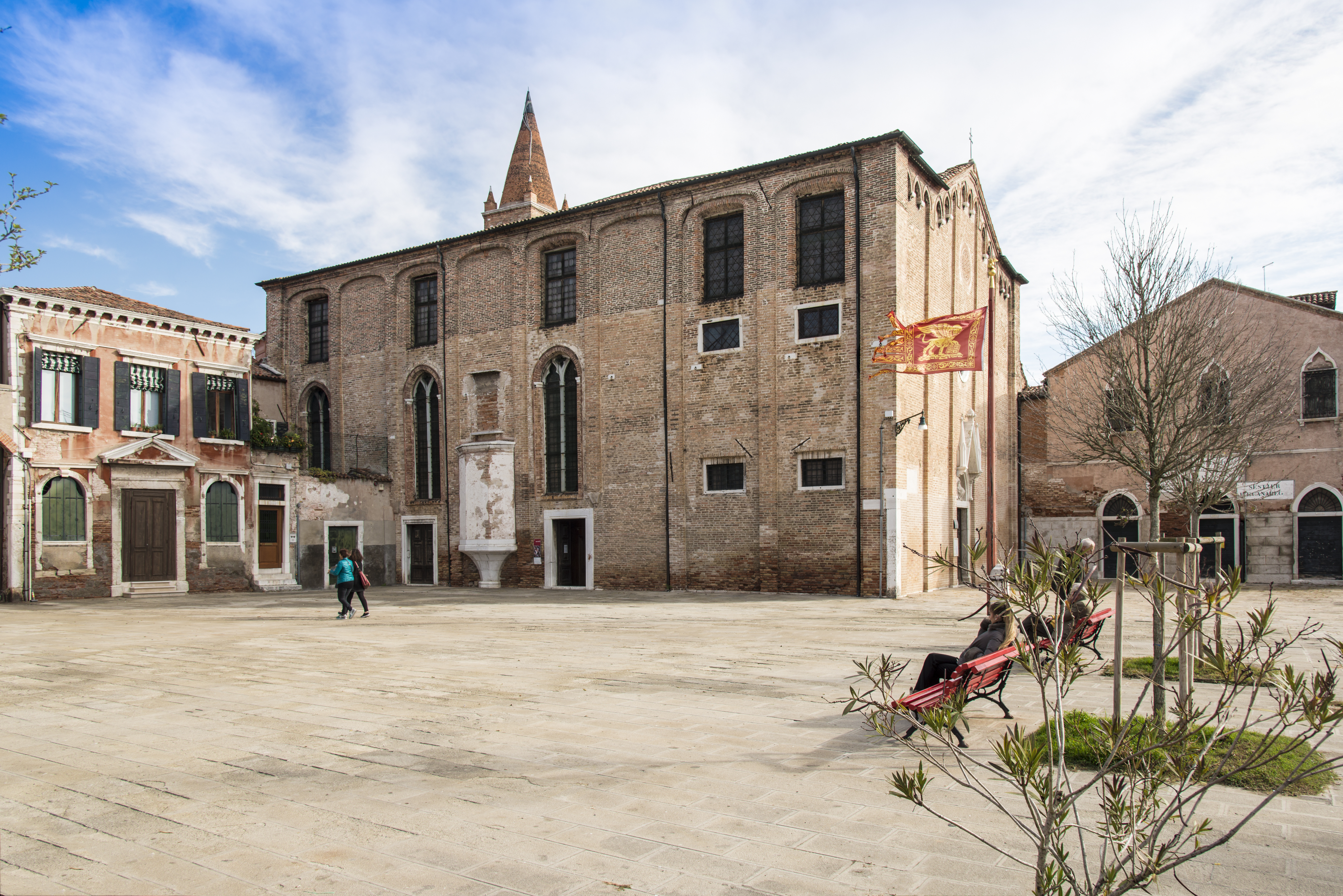
Campo Sant'Alvise
- Campo dei Gesuiti
- Campo del Ghetto Novo

- Campo Sant'Alvise

### Castello
- campo Bandiera e Moro

Campo Santa Marina
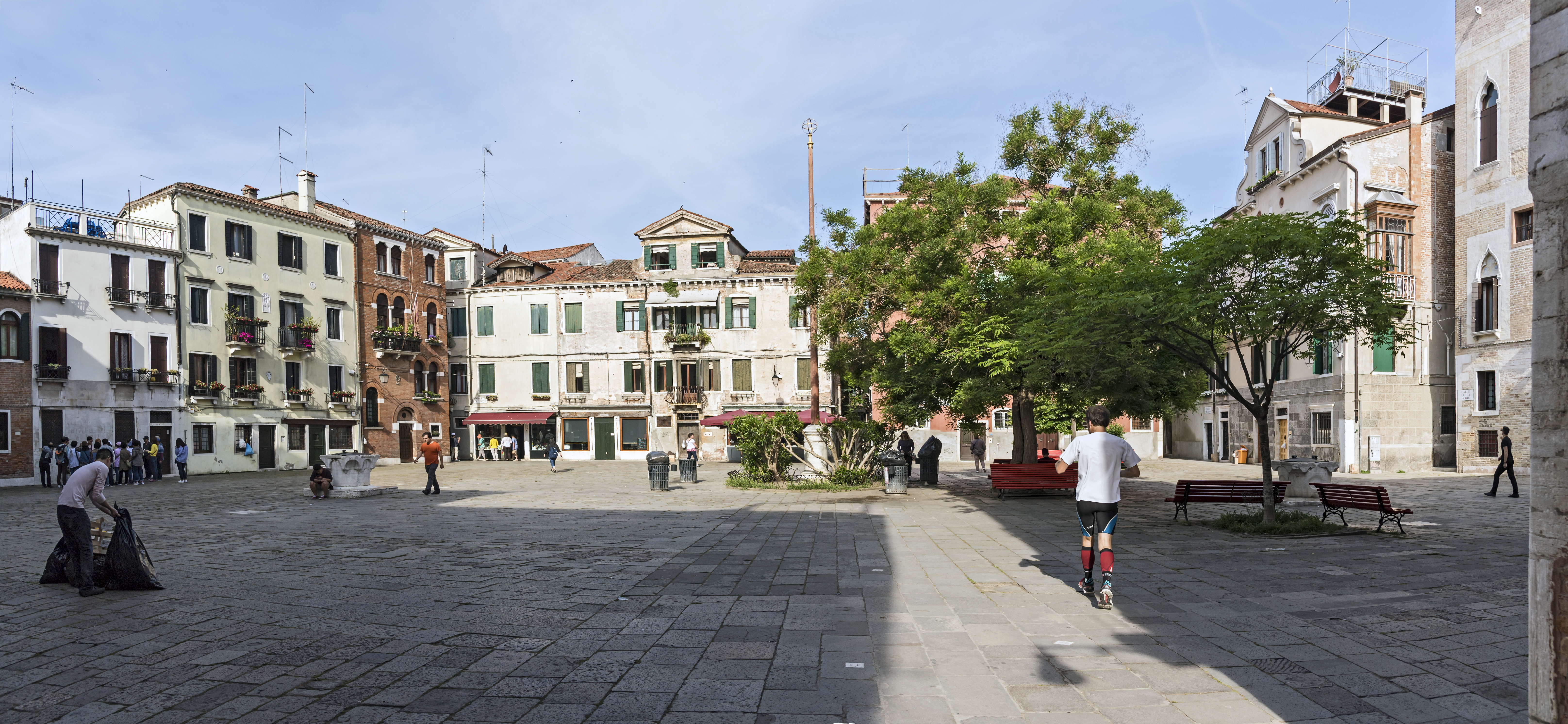
Campo Santi Giovanni e Paolo
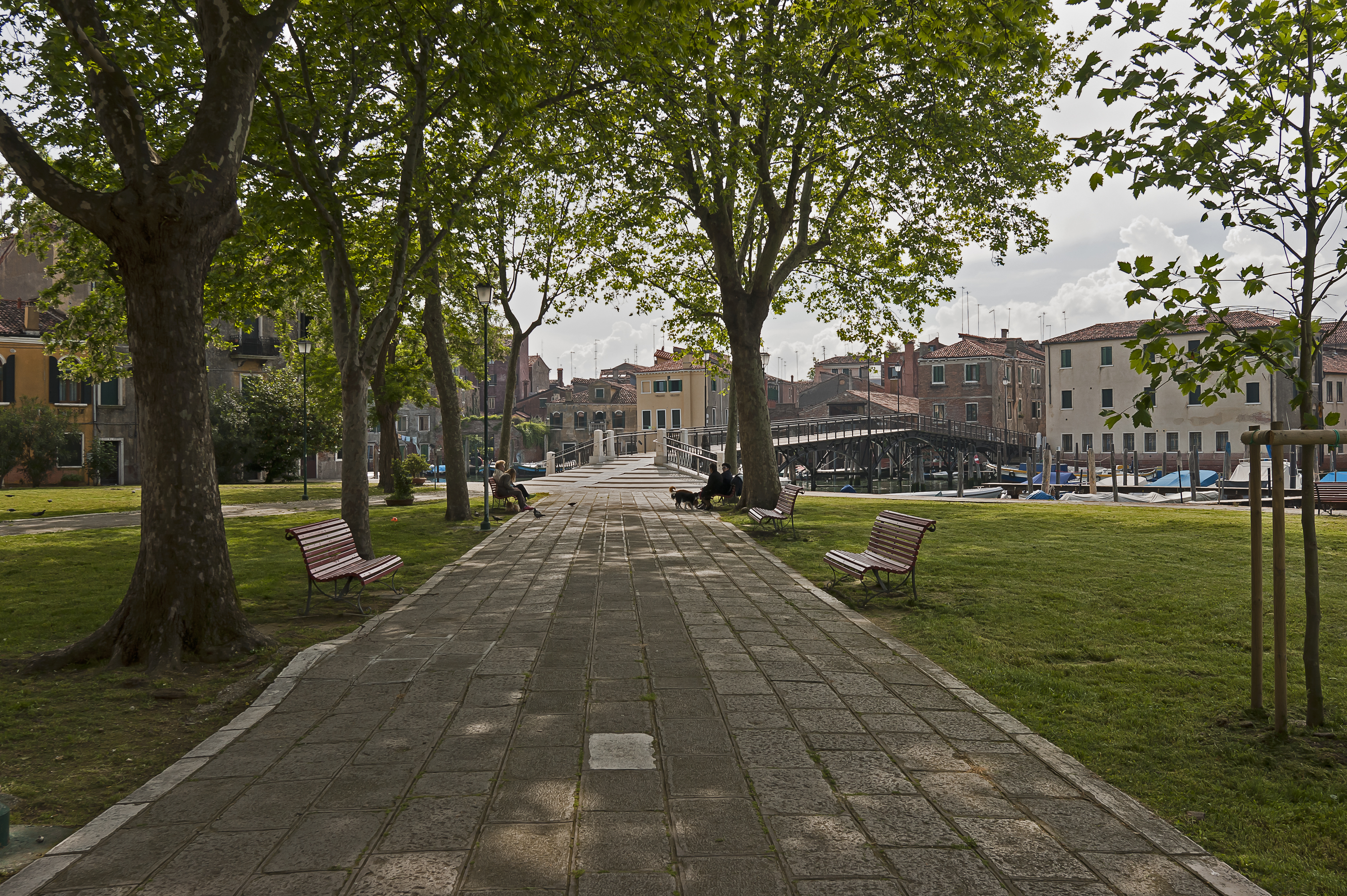
Campo San Pietro di Castello
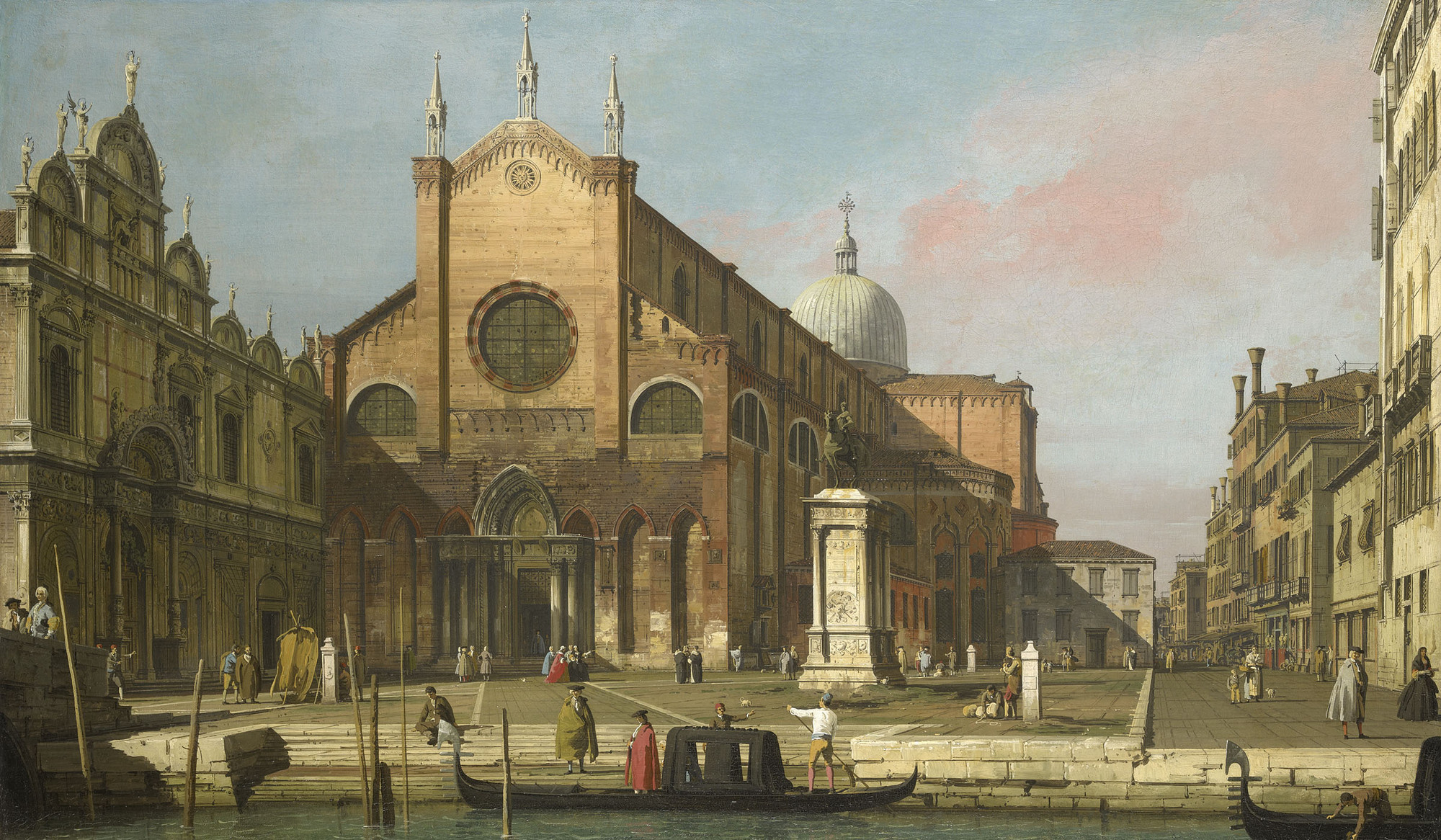
Campo san Zanipolo, Canaletto

- Campo Santa Marina
- Campo Bandiera e Moro
- Campo San Pietro di Castello
- Campo san Zanipolo, Canaletto

### Dorsoduro

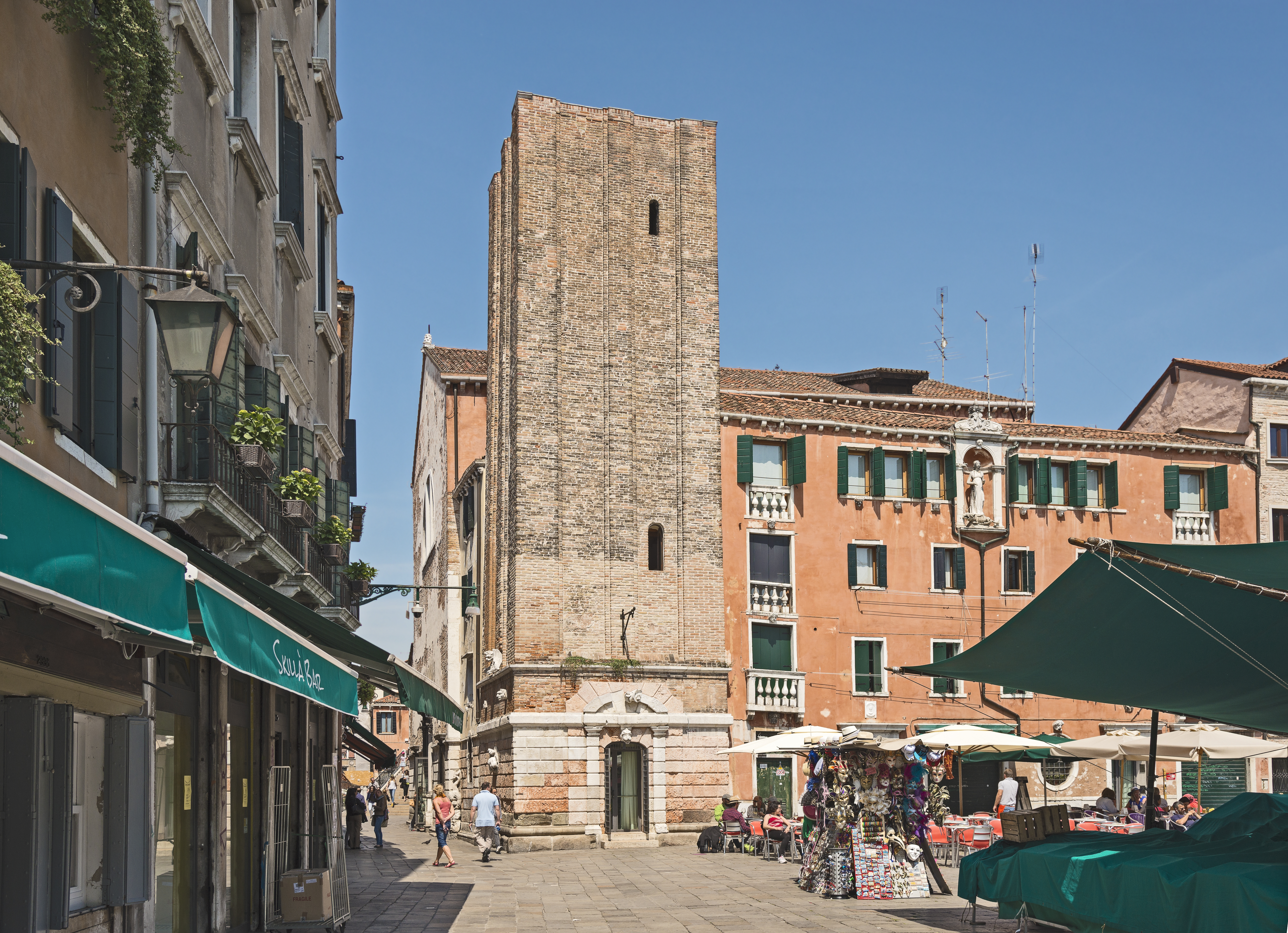
Campo Santa Margherita
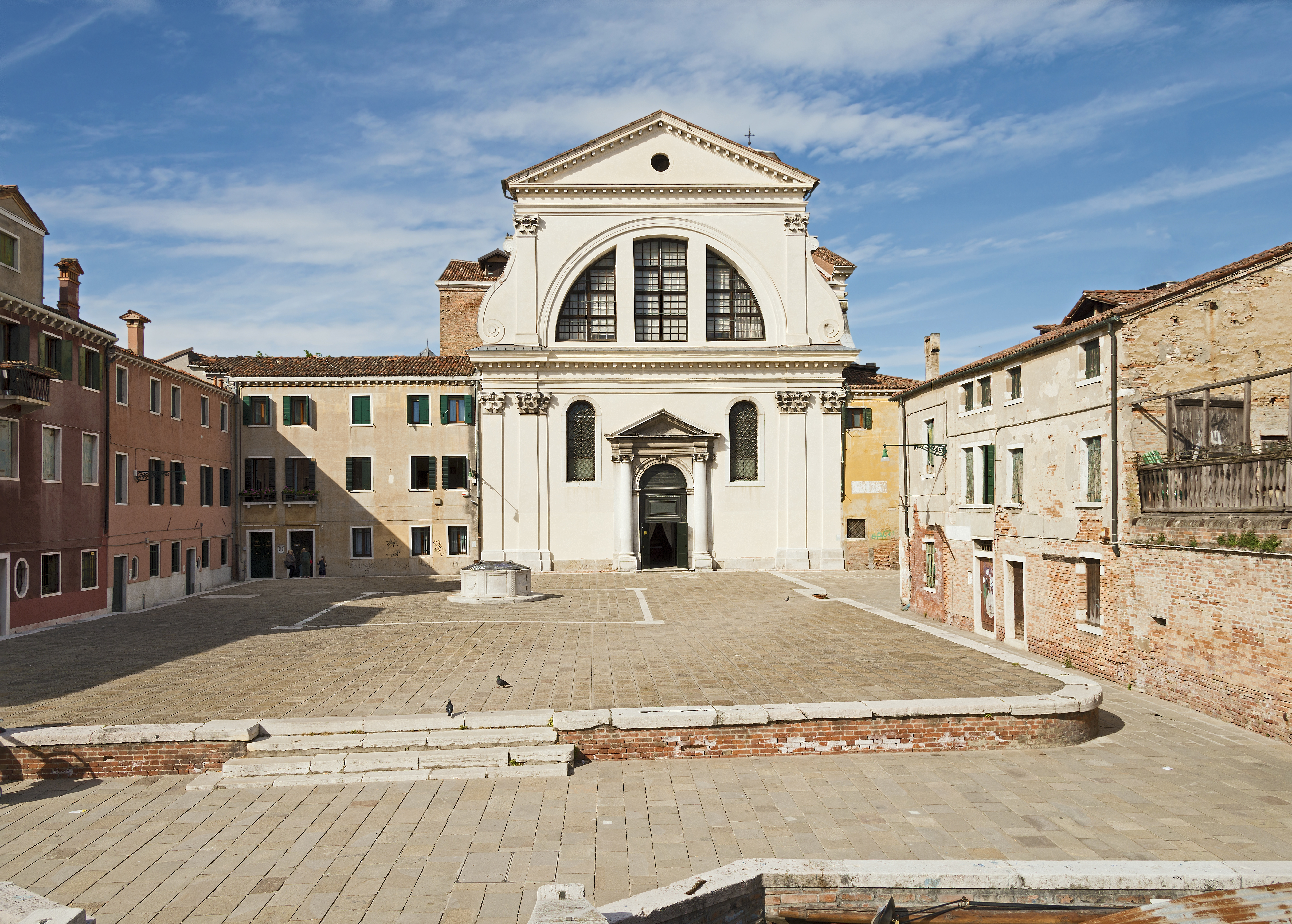
Campo San Trovaso (Dorsoduro)
- Campo della Salute (Dorsoduro)

- Campo Santa Margherita
- Campo San Trovaso

### Santa Croce

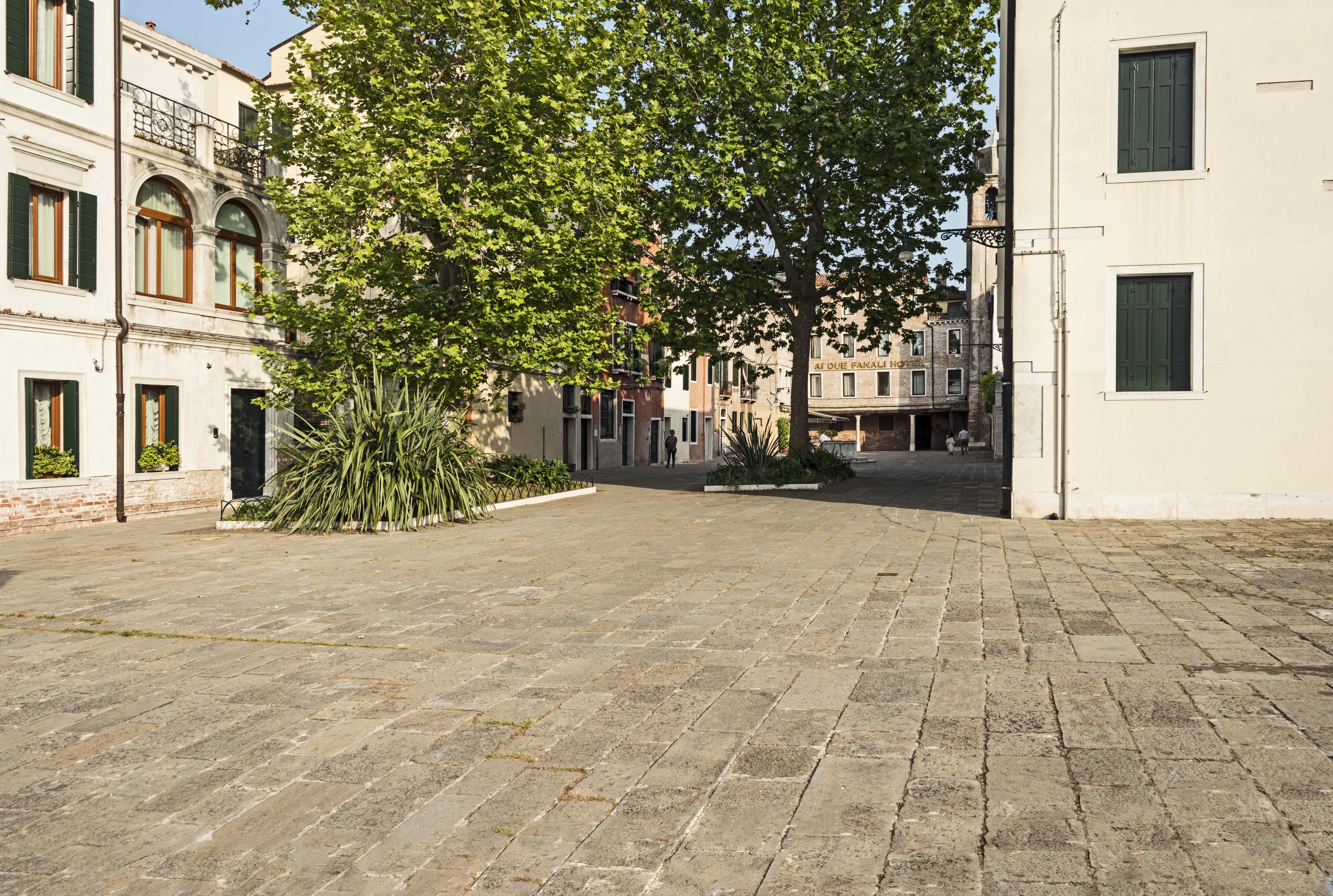
Campo San Simeon Grande
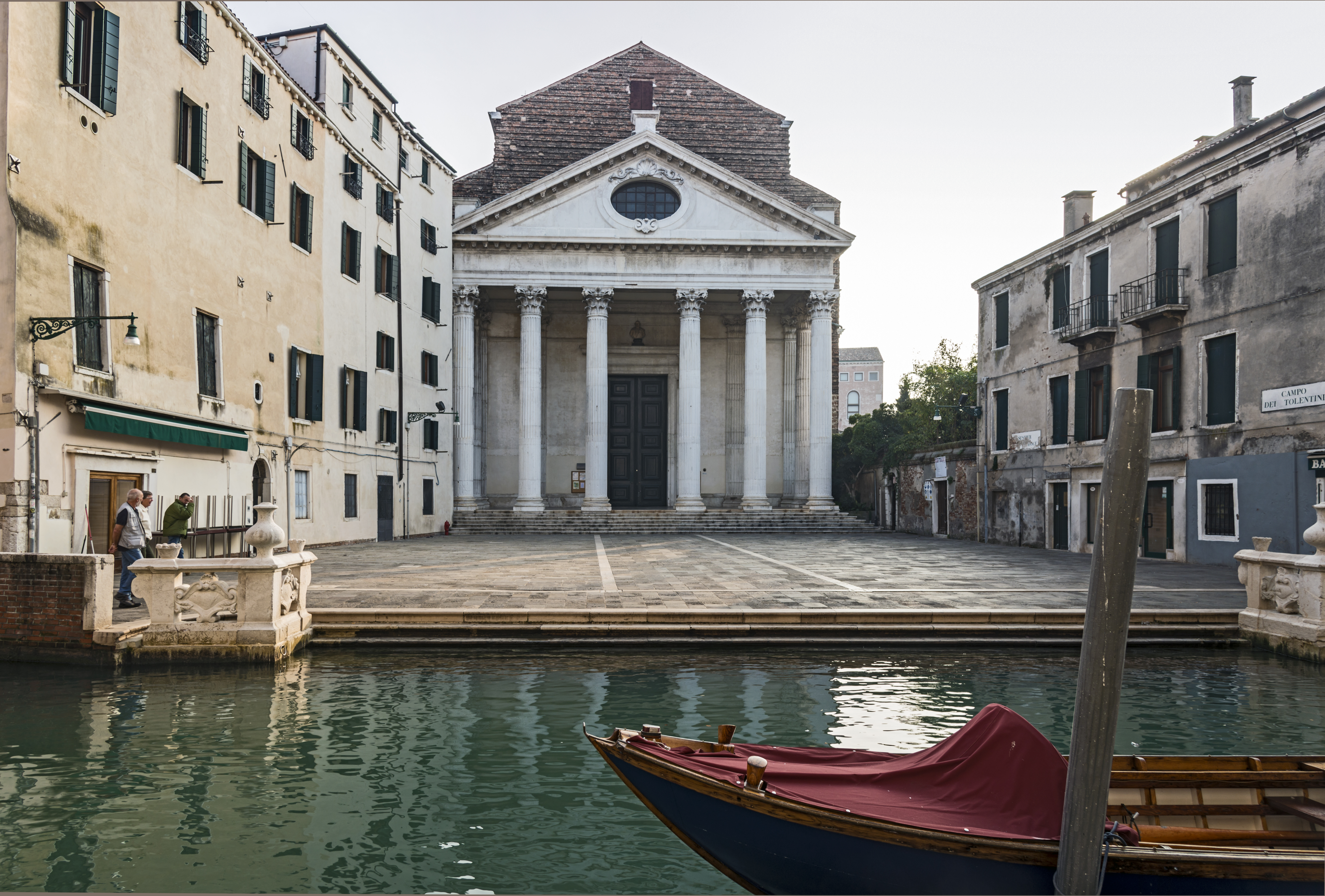
Campo dei Tolentini

- Campo San Simeon Grande
- Campo dei Tolentini

### San Marco

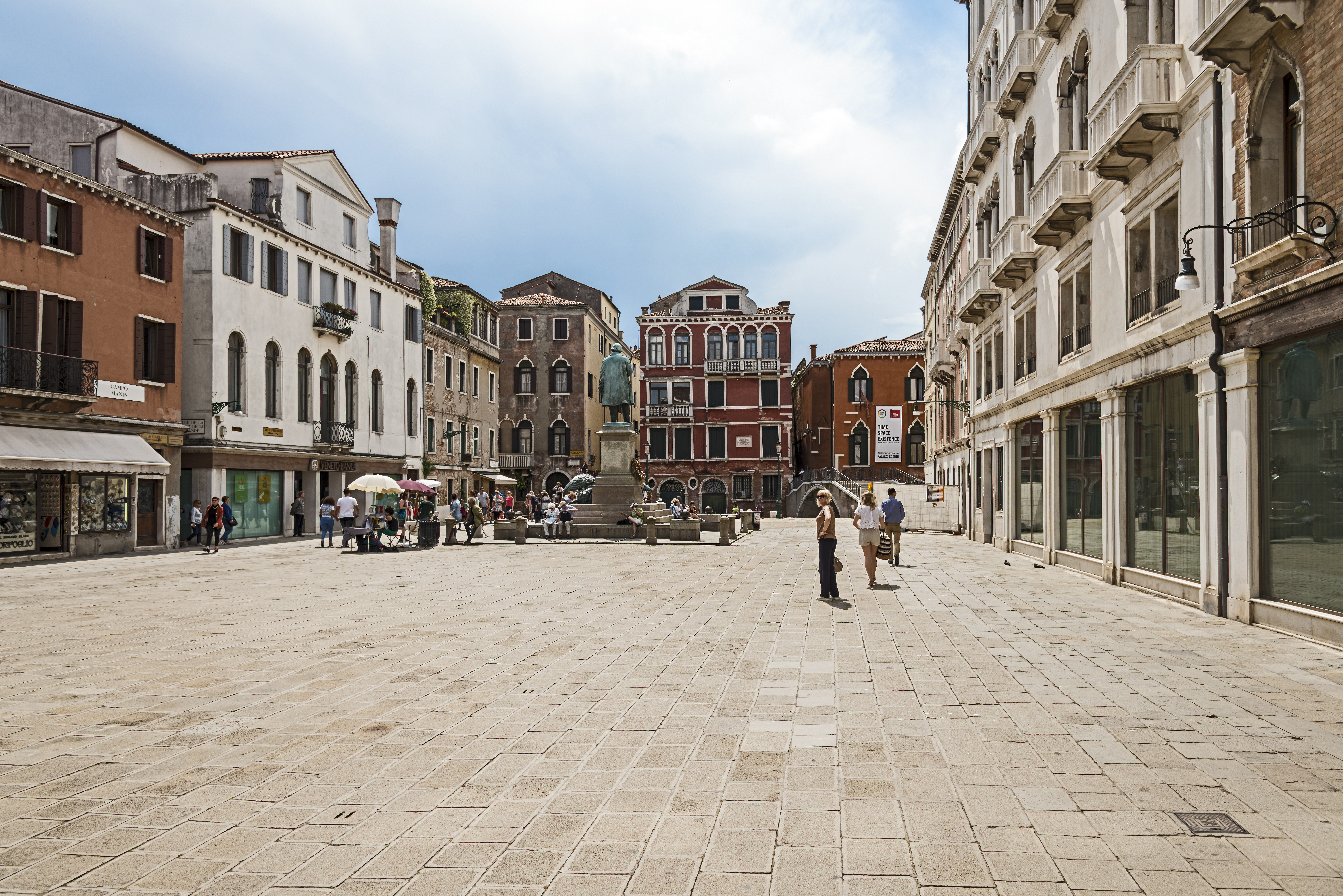
Campo Manin
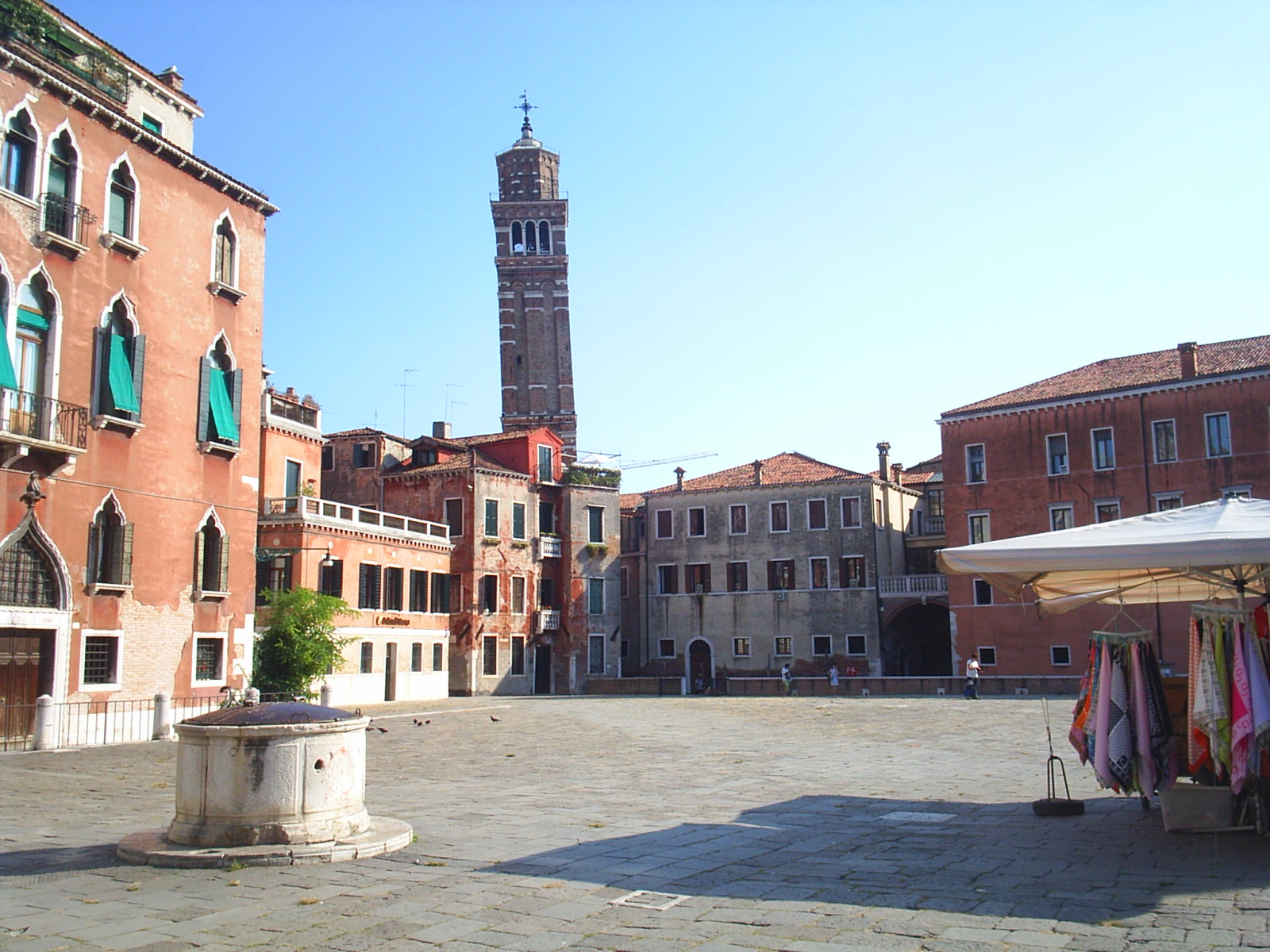
Campo Sant'Angelo
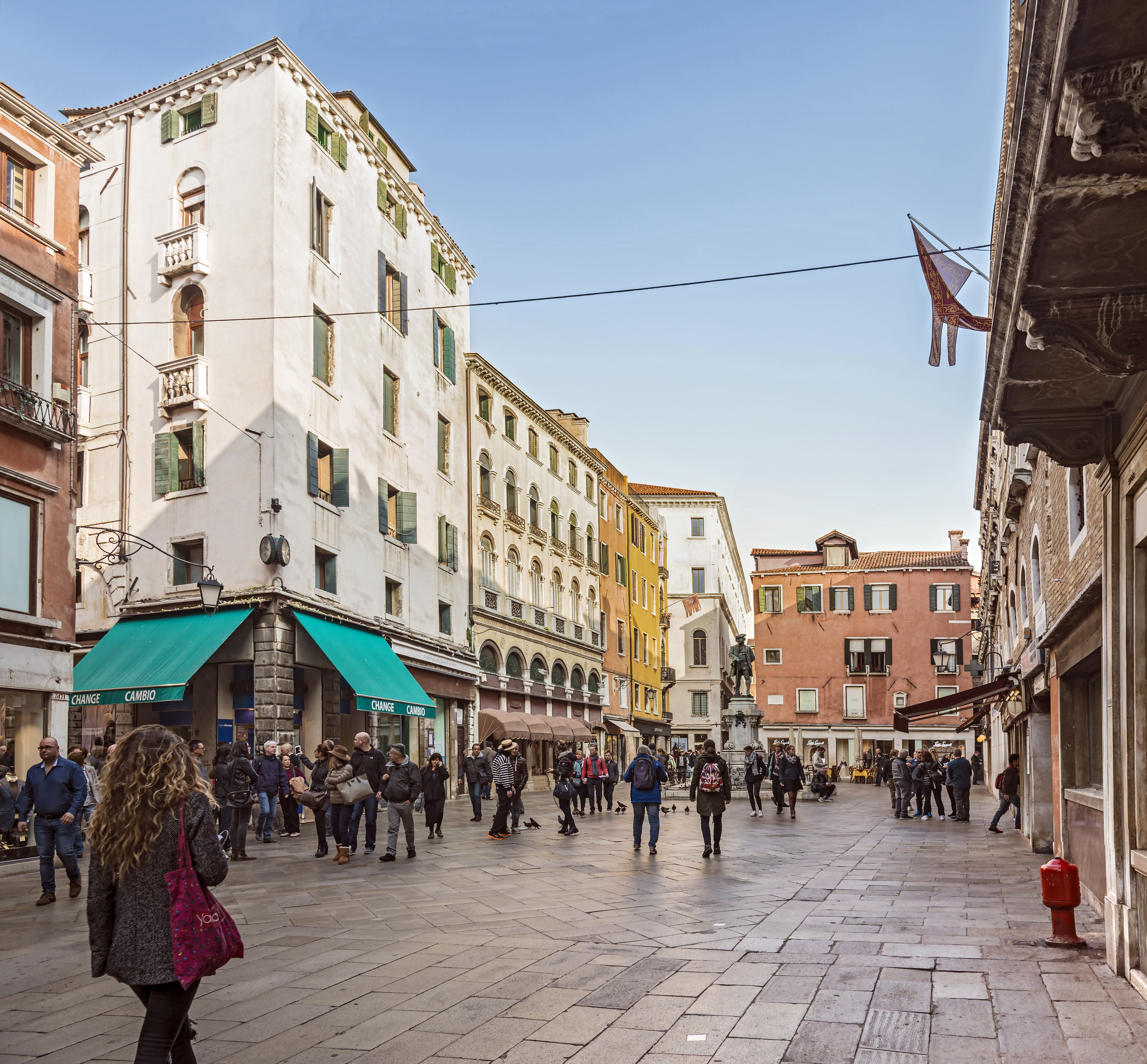
Campo San Luca
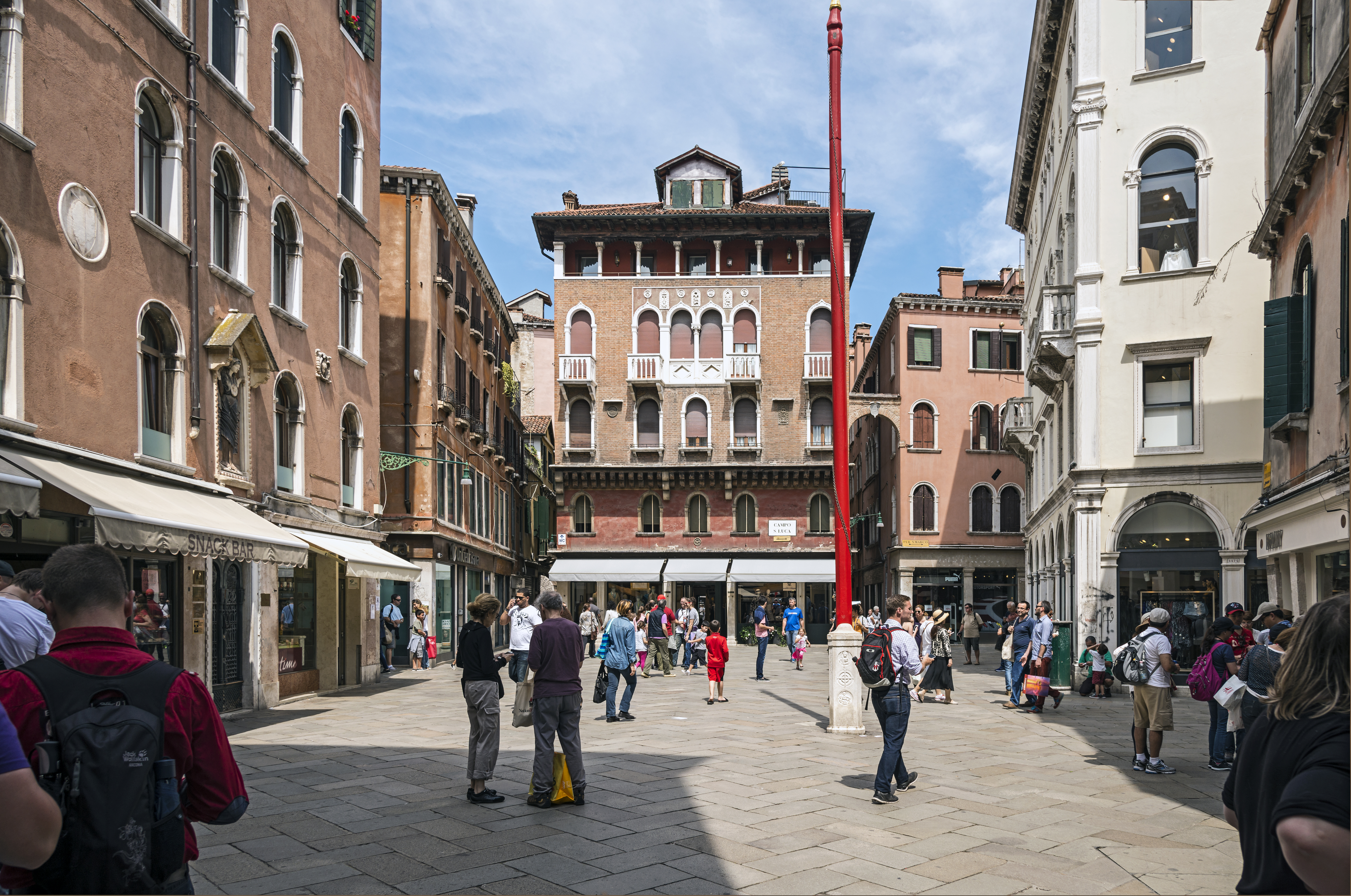
Campo Santo Stefano
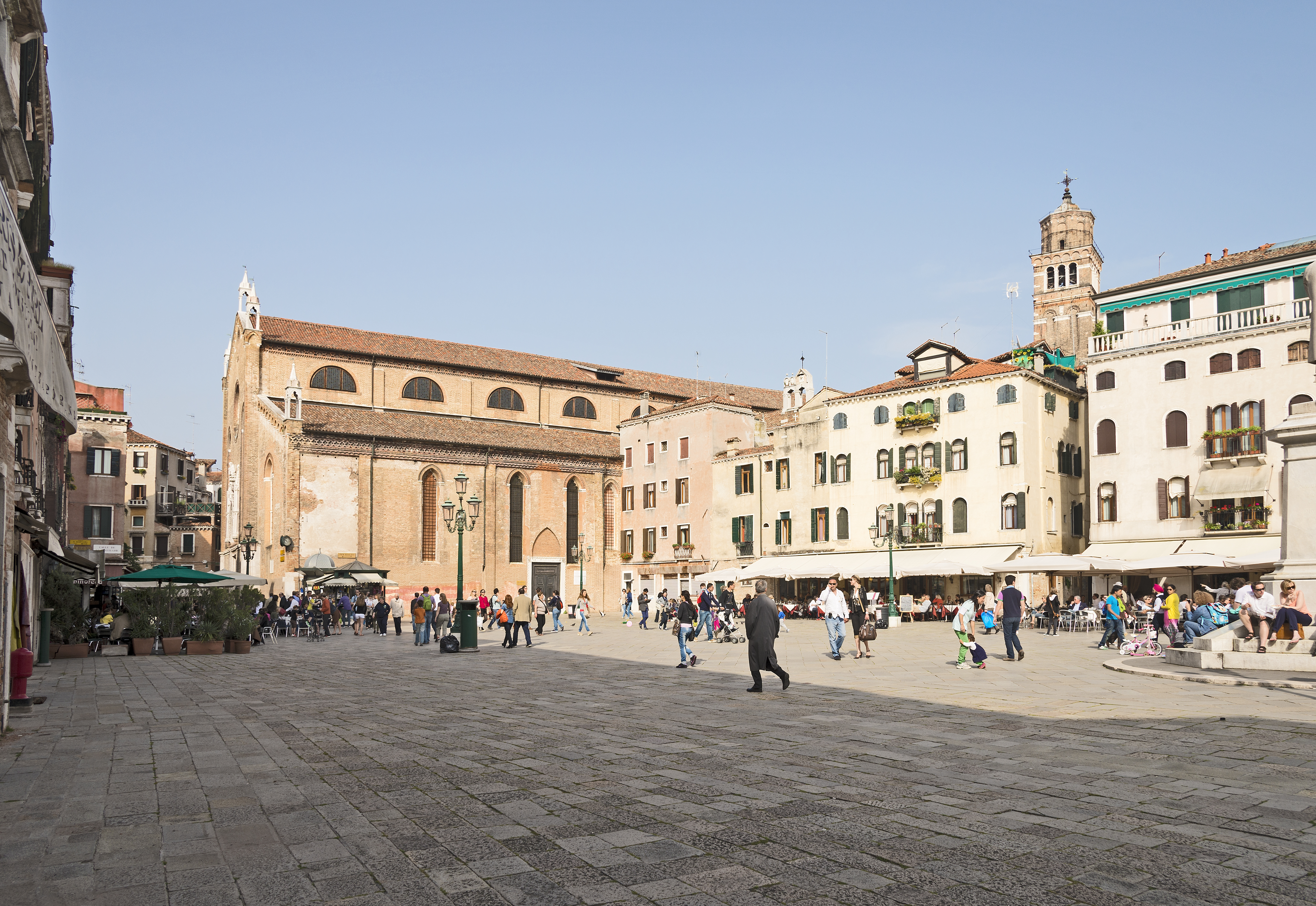
Campo San Bartolomeo

- Campo Manin
- Campo Sant'Angelo
- Campo San Bartolomeo
- Campo San Luca
- Campo Santo Stefano

### San Polo

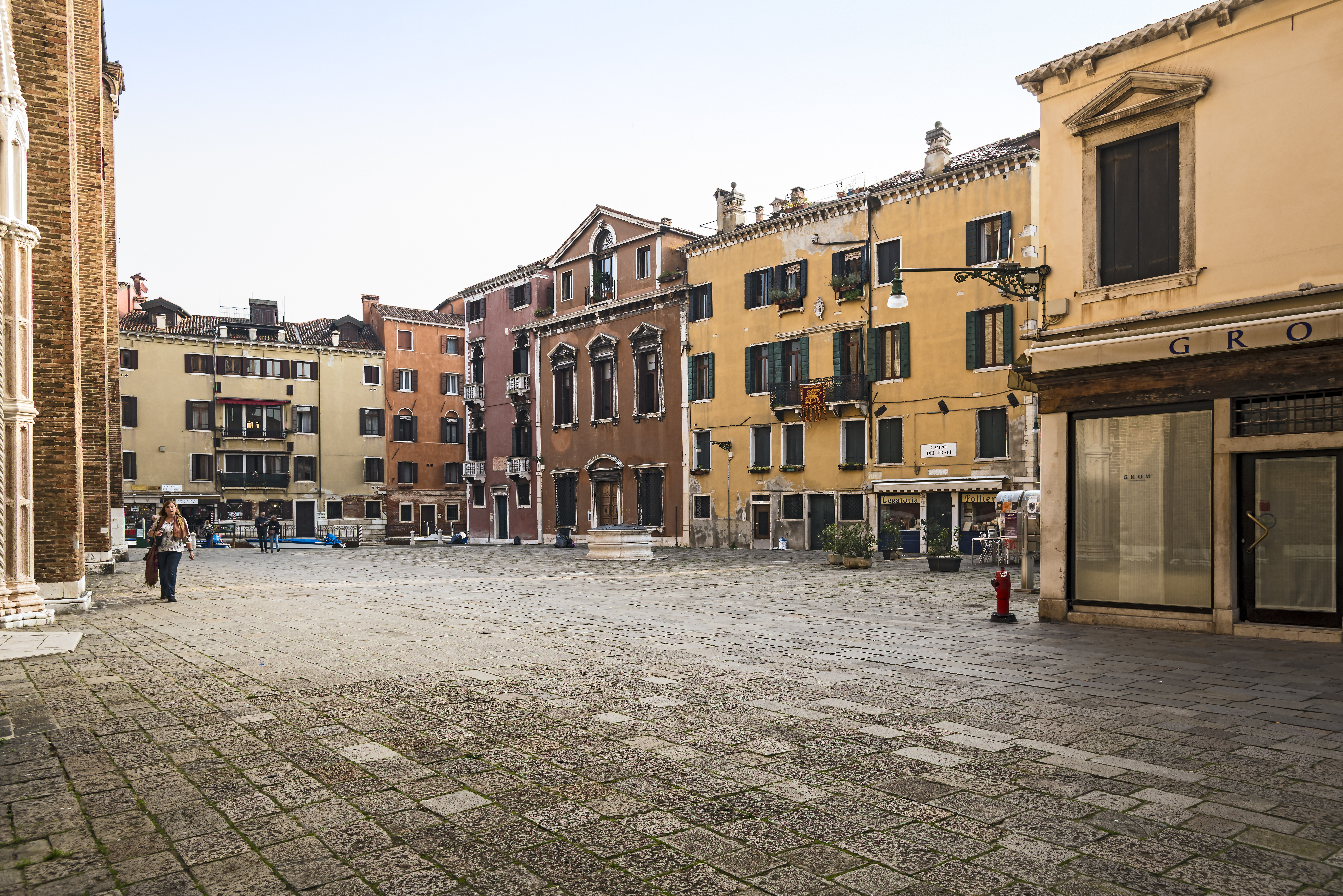
Campo dei Frari
Campo San Polo
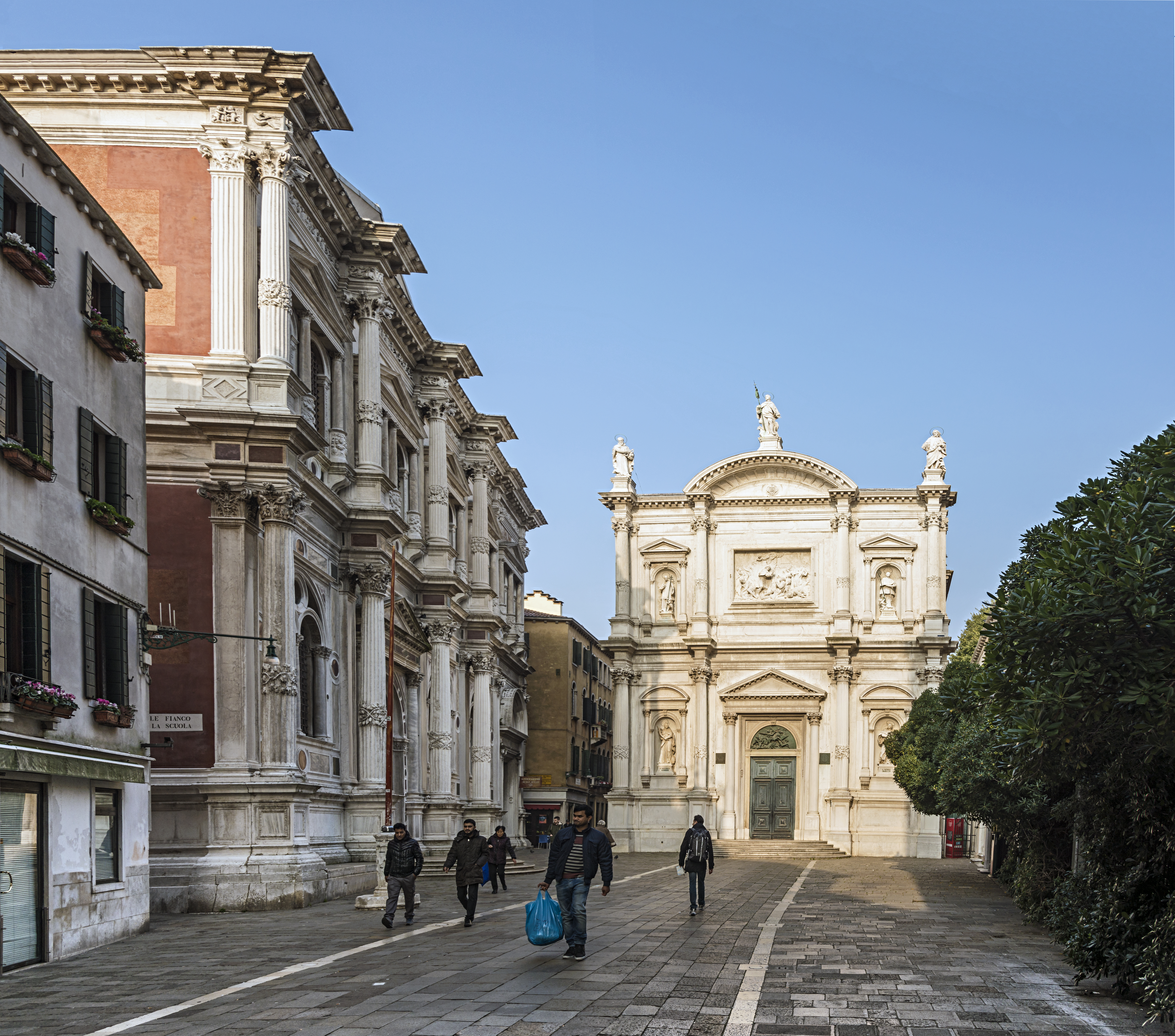
Campo Rocco

- Campo dei Frari
- El Campo San Polo
- Campo San Rocco